# Lixus fasciculatus
Фрачник перевязанный (лат. Lixus fasciculatus) — палеарктический долгоносик, 6,5—14 мм в длину. Биология фрачника перевязанного мало изучена. Этот вид питается на полыни обыкновенной (Artemisia vulgaris) и, вероятно, пижме (Tanacetum vulgare). Яйца откладывает в стебли полыни. Его личинки являются распространёнными уничтожителями сорняков в северном полушарии.

## Распространение
Фрачник перевязанный является евразийским видом. Был обнаружен в южных и центральных областях Украины. В Европе известен на северо-востоке Франции, юго-западе Германии, восточной Словакии, Венгрии, полуострове Италии, юге Польши, Молдове и России. В Азии встречается в Турции, на юге России, центральной Азии, Монголии, севере Китая, центральной части корейского полуострова, острове Кунашир. Приблизительно обитает между 38° и 57° с. ш. Такое расселение позволяет предположить, что L. fasciculatus происходит из района океана мезозойской эры Тетиса, как и другие долгоносики рода Lixus, и подсемейство Lixinae в целом.
Фрачник перевязанный предпочитает районы с мягкой зимой (Средиземноморье), а также континентальным (Украина, Алтай) и муссонным (Амурская область) климатом. В регионах с прохладным и влажным летом (Северная Германия, Британия), морозными зимами (Западная Сибирь) или в засушливых районах он отсутствует.

## Места обитания
Этот вид распространён на лугах около водоёмов, на полянах, по обочинам дорог и в других рудеральных биотопах. Также встречается в степных лесах и на граничащих с ними полянах. Встречается с мая по сентябрь.

## Питание
Весь жизненный цикл фрачника перевязанного связан с полынью обыкновенной. На «островках» этого растения численность имаго может достигать 13 на 1 м². Взрослые жуки также могут быть найдены на полыни горькой. Взрослые особи питаются краями листьев или жуют небольшие продольные борозды в периферических тканях черешков и молодых стеблей. Иногда едящие жуки продлевают вершины этих борозд или делают закрытые округлые отверстия в листовых пластинах. После еды взрослые жуки очищают свой ротовой аппарат на апикальной части передней голени. Когда L. fasciculatus чистит усики, он пропускает их через угол между голенью и лапкой. В промежутках между кормежками взрослое насекомое часто остается неподвижным на растении в течение долгого времени. Чтобы добраться до соседнего растения, если это необходимо, долгоносик выполняет короткие перелеты.

## Размножение
Спаривание происходит на кормовых растениях со второй половины мая до конца июня. Во время копуляции самец неподвижен, в то время как самка зачастую передвигается, питается и готовит место для откладки яиц. Откладка яиц начинается в середине июня. Яйца откладываются на кормовое растение имаго по одному в небольшие ямки, выгрызенные самкой в основании стеблей или черешков. Одна откладка яиц может занимать от 3 до 25 минут. Большую часть этого времени самка проводит за выгрызанием ямки для кладки. При выгрызании самка совершает движения, аналогичные дрели: поворачивает голову вправо и влево вокруг продольной оси. Очевидно, таким образом она рвет твердые растительные волокна. Она прилагает так много усилий, что дрожит большой лист полыни. Когда углубление готово, она разворачивается, опускает кончик брюшка в ямку и остается неподвижной в этом положении в течение 1-3 минут, пока откладывает яйцо. Яйцо желтовато-белое, блестящее, овально, около 0.5-0.9×1-1.1 мм. Питание и откладка яиц происходит только в дневное время.

## Личинки
Личинки С-образные, изогнутые, желто-коричневого цвета, голова длинная и сильно склеротизированная (отношение длины головы к ширине составляет 1.3-1.5). Личинка проделывает туннель в сердцевине растения-хозяина и питается его тканями. Обычно туннели прямые, но бывают изогнутые. Рассечение стебля показывает, что в части стебля длиной 20 см может быть до 4 туннелей. Обычно каждый туннель находится в своей части стебля, но иногда два туннеля могут быть расположены параллельно. В конце последнего возраста личинка расширяет свою норку до овальной ячейки с тонкими коричневыми стенками.

## Куколка и имаго
Окукливание происходит в этой же ячейке. Личинки (иногда куколки и взрослые особи нового поколения) зимуют в стеблях полыни. Поскольку стебли толстые и тяжелые, насекомые хорошо защищены от низких температур и насекомоядных животных. Сразу после вылупления покровы взрослых насекомых мягкие, коричневого цвета. Постепенно хитиновый покров темнеет и твердеет, углубления надкрылий и переднеспинки заполняются жёлтым воскоподобным веществом. Обычно имаго прогрызает овально отверстие (примерно 3×4 мм) в стенке ствола и выбирается наружу. Выход взрослого насекомого может занять до 2 дней. Иногда его тело застревает в отверстии, и насекомое гибнет.